# Чёрная, Мария Владимировна
Мария Владимировна Чёрная (укр. Марія Володимирівна Чорна; род. 26 августа 1974, Братерское, Кировоградская область) — украинский политический и государственный деятель. Председатель Кировоградской областной государственной администрации с 28 мая 2021 года по 8 марта 2022 года.

## Биография
Мария Владимировна Чёрная родилась 26 августа 1974 года в Братерском. В 2003-м окончила Кировоградский государственный педагогический университет имени Владимира Винниченко (педагогика и методика среднего образования, Украинский язык и Литература), а в 2015 году — Кировоградский национальный технический университет (управление финансово-экономической безопасностью).
В августе 2011-го была назначена заместителем начальника главного управления агропромышленного развития — начальником управления экономической политики Кировоградской областной государственной администрации. С 2020 года занимала должность директора департамента агропромышленного развития Кировоградской ОГА.
28 мая 2021 года, указом Президента Украины Владимира Зеленского была назначена на должность председателя Кировоградской областной государственной администрации.
8 марта 2022 года, указом Президента Украины Владимира Зеленского была уволена с должности председателя Кировоградской областной государственной администрации.

## Личная жизнь
Не замужем, есть сын.